# Martha Maas
Martha Maas, geb. Rosenfeld (* 28. Juni 1893 in Aachen; † 28. Januar 1970 in Gurtberg im schweizerischen Kanton St. Gallen) war eine deutsche Porträtfotografin.

## Leben und Werk
Martha Rosenfeld wurde am 28. Juni 1893 als Tochter des jüdischen Kaufmanns Salomon Rosenfeld und Luise Rosenfeld, geb. Hirsch in Aachen geboren. Nach dem Besuch der Viktoriaschule Aachen besuchte Martha Rosenfeld ein Jahr ein Mädchenpensionat in Bonn. Nach dem Tod des Vaters am 25. Januar 1911 kehrte sie nach Aachen zurück. Im Ersten Weltkrieg arbeitete sie als freiwillige Helferin beim Roten Kreuz.
Im Jahr 1916 begann sie im Fotoatelier von Suse Byk am Kurfürstendamm 230 in Berlin eine Fotografenlehre.
Nach bestandener Gesellenprüfung am 1. Februar 1920 am Lette-Verein in Berlin kehrte sie nach Aachen zurück und eröffnete zusammen mit der Fotografin Richter die „Photographische Werkstätte Richter-Rosenfeld“ in der Hindenburgstraße 3. In dieser widmete sie sich künstlerischen Porträtaufnahmen sowie der Architekturfotografie Aachens. 1925 zog das Atelier zum Theaterplatz 1. Die beiden Fotografinnen machten besonders durch Porträtserien und mit zwei Ausstellungen im Suermondt-Museum im Jahr 1924 und 1927 auf sich aufmerksam. 
1927 wurden 60 Porträts vorwiegend bekannter Aachener Persönlichkeiten gezeigt, unter anderem von Joseph Buchkremer (Dombaumeister), Felix Kuetgens (Museumsdirektor), Peter Raabe (Generalmusikdirektor), Theodor Veil (Architekt), Hans Hausmann (Professor für Baukunst an der RWTH Aachen) sowie den Ärzten Ludwig Beltz und Erich Zurhelle. 
Vier Aufnahmen des Ateliers von Sehenswürdigkeiten Aachens wurden zur Illustration der 3. Ausgabe Deutschlands Städtebau: Aachen verwandt. Martha Maas veröffentlichte zudem eigene Artikel über theoretische Aspekte der Neuzeitlichen Photographie. 1928 erhielt sie für hervorragende fotografische Leistungen ein von dem damaligen Kölner Oberbürgermeister Konrad Adenauer unterzeichnetes Diplom der Internationalen Presseausstellung.
Am 26. Juni 1929 erwarb die Fotografin ihren Meisterbrief von der Handwerkskammer Aachen. Sie heiratete im gleichen Jahr in Berlin-Schöneberg Dr. Walter Maas und zog mit ihm nach Berlin, wo sie 1933 in ihrer Wohnung in der Lietzenburger Straße 37 ein Atelier für Porträtfotografie auf den Namen ihres Mannes eröffnete. Martha Maas fertigte zu der Zeit vor allem Porträts von Schauspielern, unter anderem von Grethe Weiser an. Aus einem Brief an das Entschädigungsamt aus dem Jahr 1955 geht hervor, dass sie in dieser Zeit auch mit dem Bildhauer Hans Bloch zusammengearbeitet hat.
Als ihr nicht-jüdischer Mann aufgrund seiner Mischehe ab 1933 keine Anstellung mehr als Volkswirt erhielt, arbeitete er in ihrem Atelier mit. Ab 1935 führte das Ehepaar das Fotoatelier in der Pariser Straße 37 weiter. Aber bald mieden immer mehr Kunden die jüdische Fotografin. Martha Maas entschied sich, rein private Porträts zu machen – unter anderem auch von Haustieren, insbesondere von Hunden und Katzen. Trotz des zunehmend ungünstigeren Arbeitsumfeldes konnte das Atelier 1938 noch einen Umsatz von 5313,29 Reichsmark verbuchen.
Der Einberufung von Walter Maas zur Wehrmacht im Februar 1940 folgte kurze Zeit später die Entlassung aufgrund von „Wehrunwürdigkeit wegen arischer Versippung“. Am 23. Dezember 1939 wurde Martha Maas infolge der Verordnung zur Ausschaltung der Juden aus dem deutschen Wirtschaftsleben mit Berufsverbot belegt und aus der Handwerksrolle gelöscht. Im März 1942 erfolgte die Verpflichtung zur Zwangsarbeit im Konfektionsbetrieb für Wehrmachtsuniformen Jakubaschk, Simeonstraße 11. Im Februar 1943 wurde sie im Rahmen der so genannten Fabrikaktion von der SS verhaftet und acht Tage im Sammellager Rosenstraße inhaftiert. Vermutlich überlebte sie nur, weil die Arbeit in dem Betrieb für Wehrmachtsuniformen als kriegswichtig eingestuft war.
Die Mutter Luise Rosenfeld wurde vom israelitischen Altersheim Kalverbenden 87 in Aachen am 25. Juli 1942 mit dem Transport VII/2 (Nr. 135) ins Konzentrationslager Theresienstadt deportiert, wo sie am 26. April 1944 verstorben ist.
Nach dem Krieg hat sich Martha Maas aus dem öffentlichen Leben zurückgezogen und ihren Beruf als Fotografin nicht weiter ausgeübt. In der Nachkriegszeit entstanden ausschließlich private Fotos von Reisen durch Europa und ihrer Familie, u. a. von ihrer Cousine Ada Hirsch, einer bekannten, in New York City lebenden Psychiaterin. 1961 siedelten Walter und Martha Maas in die Schweiz über. In den letzten Lebensjahren lebte sie zurückgezogen und schrieb gelegentlich Aphorismen und wandte sich verstärkt dem Judenchristentum zu. Martha Maas starb im Januar 1970. Einige ihrer Werke befinden sich heute im United States Holocaust Memorial Museum in Washington D. C. und im Archiv der Akademie der Künste.

## Ausstellungen
- März 1924: Suermondt-Museum, Aachen: Porträtfotografien
- Mai 1927: Suermondt-Museum, Aachen: Porträtfotografien 60 Aachener Persönlichkeiten

- 2009: Lette-Verein, Berlin (Werkschau)
- 2010: Zeche Zollverein, Essen (Werkschau)

## Werkliste

### Veröffentlichte Fotografien
- In: Albert Huyskens (Bearb.): Aachen. (= Deutschlands Städtebau.) 3. Auflage, Deutscher Architektur- und Industrie-Verlag (DARI), Berlin–Halensee 1928.
  - Aachen: Die Türme im Inneren der Stadt
  - Aachen: Das Ponttor
  - Aachen: Das Rathaus von der Marktseite
  - Aachen: Das Münster vom Domhof mit der Taufkapelle im Vordergrund
- 39 Fotografien für ein Prospekt für das jüdische Kinder-Landheim Caputh bei Potsdam, 1934–1936